# Jalcomulco, Puebla
Jalcomulco är en ort i Mexiko.   Den ligger i kommunen Zautla och delstaten Puebla, i den sydöstra delen av landet, 160 km öster om huvudstaden Mexico City. Jalcomulco ligger 1 843 meter över havet och antalet invånare är 310.
Terrängen runt Jalcomulco är huvudsakligen kuperad, men åt sydväst är den bergig. Jalcomulco ligger nere i en dal som går i nord-sydlig riktning. Runt Jalcomulco är det ganska tätbefolkat, med 75 invånare per kvadratkilometer. Närmaste större samhälle är Xochiapulco, 4,8 km nordost om Jalcomulco. I omgivningarna runt Jalcomulco växer huvudsakligen savannskog.